# Лошамьё
Лошамьё — ледниковое озеро в Демидовском районе Смоленской области России. Расположено в заповедной зоне национального парка Смоленское Поозерье. Озеро является вторым по глубине в Смоленской области. Вскрытие льда происходит одним из последних в национальном парке.

## Заповедный статус
Озеро расположено в заповедной зоне национального парка, и поэтому его посещение запрещено. На сайте Смоленского Поозерья заповедные зоны обозначены красным цветом. На Смоленском форуме любителями трофи-рейдов отмечается, что «озеро это находится совсем не далеко от Пржевальского и заезд туда запрещен, даже стоит капитальный шлагбаум, таблички и множество следов от трикола».

## Нарушения заповедного режима
В Рунете распространены свидетельства блоггеров и видеоблоггеров о посещении Лошамья, разведении там костров, рыбалке и экстремальных автотурах. Летом 2019 года было опубликовано видео Дмитрия Куша «Одиночный поход. 3 дня на озере Лошамье. Смоленское поозерье». В видео присутствует ряд нарушений. В том числе, разбивка лагеря, разведение костра, рыбалка и посещение заповедной зоны. В том же году на берегах озера можно было увидеть обгоревшие сосны — следствие пожара.

## Заражение ртутью
Среди жителей окрестных населённых пунктов распространены слухи о том, что озеро заражено ртутью. В 2015 году в «Смоленской газете» вышла публикация «В Смоленской области ртуть „убивает“ заповедное озеро», в которой сообщалось, что обследование водоема показало превышенный уровень ртути в водах.